# غاري ريتشاردسون
غاري ريتشاردسون (بالإنجليزية: Gary Richardson)‏ هو محامي وسياسي أمريكي، ولد في 5 فبراير 1941 في كادو في الولايات المتحدة. نشط حزبياً في الحزب الجمهوري.